# Turnasuyu
Turnasuyu ist ein Dorf im Landkreis Gülyalı in der Provinz Ordu an der türkischen Schwarzmeerküste. Turnasuyu liegt an der Küstenstraße nach Giresun, etwa acht Kilometer östlich der Provinzhauptstadt Altınordu. Nach einer Volkszählung im Jahr 2012 hat es 2.226 Einwohner.

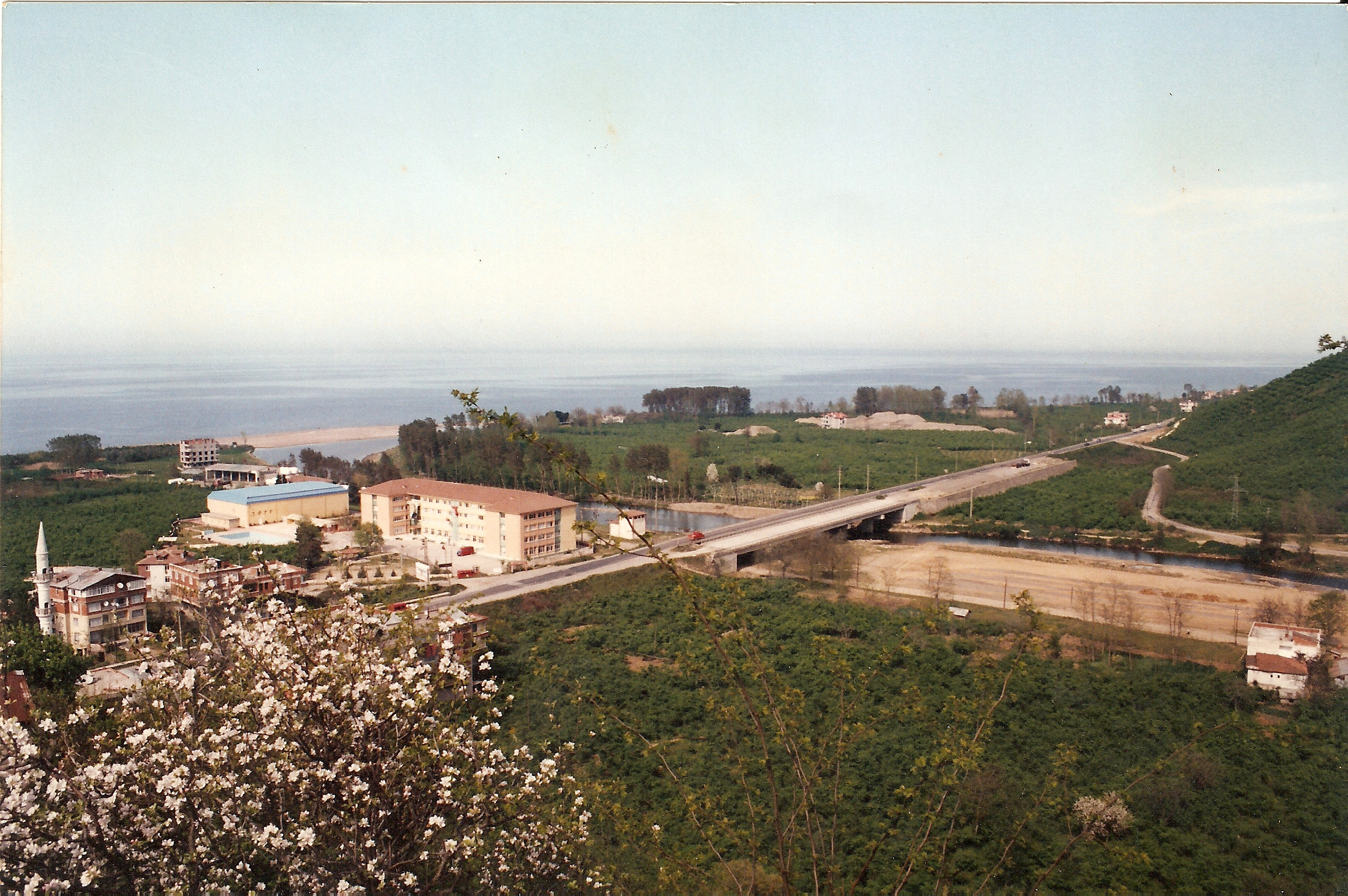
Das Dorf Turnasuyu